# Gilberto Rodríguez Orejuela

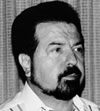
Gilberto Rodríguez Orejuela

Gilberto „El Ajedrecista“ Rodríguez Orejuela (* 30. Januar 1939 in Mariquita, Tolima, Kolumbien; † 31. Mai 2022 in Butner, North Carolina, Vereinigte Staaten) war ein kolumbianischer Drogenhändler. In den 1970er-Jahren gründete er zusammen mit seinem jüngeren Bruder Miguel Ángel „El Señor“ und mit José „El Chepe“ Santacruz Londoño das Cali-Kartell, das auf dem Höhepunkt seiner Macht 80 Prozent der kolumbianischen Kokainexporte in die Vereinigten Staaten von Amerika kontrollierte. Seinen Spitznamen „El Ajedrecista“ (der Schachspieler) erhielt Gilberto, weil man ihm nachsagte, dass er immer einen Schritt vorausgeplant habe.

## Leben

### Frühe Jahre
Über Gilbertos Kindheit ist ebenso wenig bekannt wie über die seines Bruders Miguel. Gilberto Rodríguez Orejuela wurde am 30. Januar 1939 in Mariquita (Tolima) als Sohn von Carlos Rodríguez und Ana Rita Orejuela in eine Familie hineingeboren, die in armen Verhältnissen lebte. Gilbertos Vater war Handwerker und Maler und seine Mutter eine Hausfrau. Gemeinsam ging die Familie während der 1940er-Jahre nach Cali.

### Kriminelle Karriere
Bereits als Jugendliche machten die kleinkriminellen Rodríguez-Orejuela-Brüder mit Gaunereien wie Trickbetrug auf sich aufmerksam. Als junge Erwachsene, während der 1960er-Jahre, waren sie unter dem Namen Los Chemas in den Bereichen Erpressung, Raub und Entführung tätig und begannen später gemeinsam mit José Santacruz Londoño, kleinere Mengen undestillierter Kokainpaste aus Peru und Bolivien zu schmuggeln.
In den 1970er-Jahren gründeten Gilberto, Miguel und José Santacruz das Cali-Kartell und waren hauptsächlich am Marihuanahandel beteiligt. Aufgrund des höheren Gewinns und des geringeren Materialeinsatzes entschied man sich Mitte der 1970er-Jahre für den Export von Kokain. Mitte der 1970er-Jahre, als das Medellín-Kartell den Drogenhandel in Miami monopolisierte, baute Santacruz den Drogenverkauf in Manhattan (New York City) auf. Etwa zu dieser Zeit wurde Hélmer „Pacho“ Herrera Partner des Kartells. Das Cali-Kartell verwendete die Methoden moderner Unternehmensführung und war weniger gewalttätig als das rivalisierende Medellín-Kartell. Während das Kartell aus Medellín an einer brutalen Gewaltkampagne gegen die kolumbianische Regierung beteiligt war, wuchs das Cali-Kartell und setzte eher auf Bestechung als auf Gewalt.
Die Organisation der Brüder kontrollierte mittlerweile die landesweite Apothekenkette Drogas La Rebaja, ein Netzwerk von Radiosendern namens El Grupo Radial Colombiano, ein pharmazeutisches Labor, eine Bank in Panama und eine weitere Bank in Kolumbien mit Politikern in deren Aufsichtsräten. Des Weiteren sponserten sie den kolumbianischen Fußballverein América de Cali, den Gilbertos Bruder Miguel zeitweise managte.

### Krieg mit Pablo Escobar
Ende der 1980er-Jahre erklärte Pablo Escobar, der Anführer des Medellín-Kartells, dem Land den Krieg, da er von Kolumbien in die USA ausgeliefert werden sollte. Dies versuchte er mit allen Mitteln zu verhindern und ging auch auf das wachsende Cali-Kartell los, nachdem dieses im Schatten seines Krieges gewachsen war. Pablo ließ in Medellín circa 20 Apotheken der Rodríguez-Orejuela-Brüder niederbrennen. Er versuchte, Gilbertos Sohn Fernando Rodríguez Mondragón zu entführen und legte eine Bombe in Miguels Haus. Als Antwort engagierten die Brüder Jorge Salcedo als Sicherheitschef des Kartells, der eine Gruppe von Söldnern zusammenstellte, die sich dem Kampf gegen Escobar stellen sollte. Durch das ausgeklügelte Spionage-Netzwerk der Brüder erhielten sie diverse Informationen über Pablo und gaben diese an den von der Regierung auf Pablo angesetzten „Bloque de Búsqueda“ (dt.: Fahndungsblock) weiter, um ihn in die Ecke zu treiben. Somit waren die Rodríguez-Orejuela-Brüder stark an Pablos Untergang beteiligt.

### Festnahme

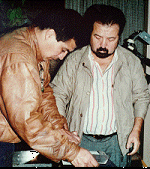
Gilberto Rodríguez Orejuela nach seiner Gefangennahme (1995)

Nach dem Ende des Medellín-Kartells in den frühen 1990er-Jahren wandten sich die kolumbianischen Behörden dem Cali-Kartell zu. Die Kampagne begann im Frühjahr 1995, und im April setzte die kolumbianische Polizei eine Belohnung in Höhe von 1,25 Millionen US-Dollar für die Hilfe bei der Gefangennahme eines der Cali-Bosse aus. Am 9. Juni 1995 wurde Gilberto in Begleitung seiner Ex-Frau Aura Rocío Restrepo vom Fahndungsblock in einem Haus im Norden Calis gefangen genommen und direkt per Helikopter zum nationalen Polizeipräsidium in Bogotá geflogen. Nur einen Monat später, am 4. Juli, wurde auch José Santacruz in einem Restaurant in Bogotá verhaftet. Miguel Ángel wurde ebenso in Cali vom Fahndungsblock am 6. August 1995 in der Wohnung einer Ex-Frau, in der er sich vor den Behörden versteckt hielt, verhaftet. Seine Verhaftung war das Ergebnis des Verrats durch den Sicherheitschef Jorge Salcedo. Am 1. September 1996 stellte sich auch „Pacho“ Herrera den Behörden. Somit war das Ende des Cali-Kartells besiegelt.
Da die den Rodríguez-Orejuela-Brüdern vorgeworfenen Straftaten vor dem 16. Dezember 1997 begangen wurden, als die Auslieferung von Staatsangehörigen noch verboten war, wurden sie nicht an die Vereinigten Staaten ausgeliefert. Während ihrer Inhaftierung wurden neue Verfahren eröffnet, deretwegen die Vereinigten Staaten die Auslieferung der Brüder forderten.
Gilberto wurde am 26. September 2004 an die USA ausgeliefert und sein Bruder Miguel am 11. März 2005. Die Brüder bekannten sich beide nach einer Übereinkunft mit den US-Behörden vor einem Gericht in Miami wegen Drogenschmuggels und Geldwäsche schuldig und erklärten, auf ihr gesamtes Vermögen zu verzichten, falls die Verfahren gegen 28 ihrer Familienmitglieder eingestellt würden. Im September des Jahres 2006 wurden sie zu einer Freiheitsstrafe von 30 Jahren verurteilt. Diese verbüßte Gilberto Rodríguez im Federal Correctional Complex, Butner, wo er am 31. Mai 2022 im Alter von 83 Jahren starb.

### Frauen und Kinder
Gilberto bekam mit seiner ersten Frau Mariela Mondragón Avila vier Kinder namens Fernando, María Alexandra, Humberto und Jaime. Neben dieser Ehe bekam er mit seiner Geliebten Nelly Herrera den gemeinsamen Sohn Jorge. Auch sein Sohn Andrés kam als Ergebnis einer weiteren außerehelichen Beziehung zur Welt. Später lernte er Gladys Miriam Ramírez Libreros kennen und heiratete sie. Gladys Miriam hatte bereits eine Tochter und adoptierte später mit Gilberto den jungen José Alejandro. Im Jahr 1987 lernte Gilberto eine neue Geliebte kennen; die 20-jährige College-Studentin namens Aura Rocío Restrepo. Aura gab an, dass Gilberto 1994 erneut ein Kind adoptierte; ein Mädchen namens Rodríguez Ramírez. Er soll auch eine fünfte Beziehung mit einer Geliebten gehabt haben, über die nur wenig bekannt ist.

## Film und Fernsehen
- Darstellung in der Serie Narcos durch Damián Alcázar.
- In der Serie Escobar, el patrón del mal übernahm Harold De Vasten die ihm nachempfundene Rolle als Gildardo González.
- Die zweite Episode der Netflix-Krimi-Dokureihe Drug Lords handelt von den Rodríguez-Orejuela-Brüdern.